# 莫吉利諾湖
56°17′00″N 29°05′11″E / 56.28333°N 29.08639°E
莫吉利諾湖（俄语：Могильно），是俄羅斯的湖泊，位於該國西北部，由普斯科夫州負責管轄，處於謝別日區，面積3.1平方公里，集水區面積360平方公里，平均水深4.2米，最大水深7.4米。